# Tetramorium invictum
Tetramorium invictum är en myrart som beskrevs av Bolton 1980. Tetramorium invictum ingår i släktet Tetramorium och familjen myror. Inga underarter finns listade i Catalogue of Life.